# Carex albida
Espèce
Classification phylogénétique
Carex albida est une espèce de plantes du genre Carex et de la famille des Cyperaceae.